# 赣县北站
赣县北站位于江西省赣州市赣县区吉埠镇，是昌赣客运专线的一个车站，现由中国铁路南昌局集团有限公司赣州车务段管辖。2019年12月26日通车。

## 车站布局
赣县北站以“山居客，赣之门”为设计主题。